# Kacuhiko Ariga
Kacuhiko Ariga (japonsky 有賀克彦, Ariga Kacuhiko; * 1962) je japonský chemik zabývající se nanotechnologiemi a self-assembly procesy. Studoval na Tokijském technologickém institutu, kde roku 1990 obhájil svoji doktorskou práci a následně působil jakožto asistující profesor. Od roku 2004 pracuje na výzkumu při Národním institutu pro vědu materiálů a vyučuje při Tokijské univerzitě, kde působí jako profesor. Kacuhiko Ariga je od roku 2013 členem Královské chemické společnosti a editorem časopisu Science and Technology of Advanced Materials.

## Vybrané publikace
Dle Web of Science Ariga publikoval celkem pět článků, které byly citovány více než šestsetkrát:
- LVOV, Jurij; ARIGA, Kacuhiko; IČINOSE, Izumi; KUNITAKE, Tojoki. Assembly of Multicomponent Protein Films by Means of Electrostatic Layer-by-Layer Adsorption. Journal of the American Chemical Society. 1995, čís. 22, s. 6117–6123. doi:10.1021/ja00127a026. (anglicky)
- ARIGA, Kacuhiko; HILL, Jonathan P.; ŤI, Čching-min. Layer-by-layer assembly as a versatile bottom-up nanofabrication technique for exploratory research and realistic application. Physical Chemistry Chemical Physics. 2007, čís. 19, s. 2319–40. doi:10.1039/b700410a. PMID 17492095. Bibcode 2007PCCP....9.2319A. (anglicky)
- ARIGA, Kacuhiko; VINU, Ajayan; JAMAUČI, Júsuke; ŤI, Čching-min; HILL, Jonathan P. Nanoarchitectonics for Mesoporous Materials. Bulletin of the Chemical Society of Japan. 2012, s. 1–32. doi:10.1246/bcsj.20110162. (anglicky)
- ARIGA, Kacuhiko; JAMAUČI, Júsuke; RYDZEK, Gaulthier; ŤI, Čching-min; JONAMINE, Júsuke; WU, Kevin C.-W.; HILL, Jonathan P. Layer-by-layer Nanoarchitectonics: Invention, Innovation, and Evolution. Chemistry Letters. 2014, s. 36–68. doi:10.1246/cl.130987. (anglicky)
- ARIGA, Kacuhiko; HILL, Jonathan P.; LEE, Michael V.; VINU, Ajayan; CHARVET, Richard; ACHARYA, Somobrata. Challenges and breakthroughs in recent research on self-assembly. Science and Technology of Advanced Materials. 2008, čís. 1, s. 014109. doi:10.1088/1468-6996/9/1/014109. PMID 27877935. PMC 5099804. (anglicky)